# NGC 3850
NGC 3850 ist eine Balken-Spiralgalaxie vom Hubble-Typ SBc im Sternbild Großer Bär am Nordsternhimmel. Sie ist schätzungsweise 132 Millionen Lichtjahre von der Milchstraße entfernt.
Das Objekt wurde am 14. April 1789 vom deutsch-britischen Astronomen Wilhelm Herschel entdeckt.